# Rudolf Kufa
Rudolf Kufa (* 2. srpna 1951 Český Těšín) je český politik ČSSD, v letech 2006–2009 poslanec Parlamentu ČR, pak v letech 2009 až 2016 člen kolegia Nejvyššího kontrolního úřadu.

## Biografie
Je ženatý, má dceru. Roku 1971 složil maturitu na Středním odborném učilišti v Třinci (obor zámečník). V letech 1969–1976 pracoval ve válcovnách, zpočátku jako zámečník, později coby pracovník technické kontroly. V období let 1976–1986 byl zaměstnán v dispečinku Třineckých železáren. V letech 1986–1990 absolvoval ekonomickou fakultu VŠPD v Moskvě a poté do roku 1992 pracoval v odboru Strategie a ekonomiky obchodu oddělení marketingu Třineckých železáren. Následně působil v soukromém sektoru a od roku 2001 na odboru dopravy a silničního hospodářství na Městském úřadu ve Frýdku-Místku.
Od roku 1997 je členem ČSSD jako člen místní organizace strany v Třinci, kde je členem jejího výboru a místopředsedou. V roce 2006 se uvádí jako člen Okresního výkonného výboru ČSSD Frýdek-Místek. V roce 2003 rovněž zastával post člena Krajského výkonného výboru ČSSD pro Moravskoslezský kraj a byl členem jeho odborné komise.
V komunálních volbách roku 1998 a komunálních volbách roku 2002 neúspěšně kandidoval do zastupitelstva města Třinec za ČSSD. Profesně se uvádí jako technik. V krajských volbách roku 2000 byl zvolen do Zastupitelstva Moravskoslezského kraje za ČSSD. Mandát krajského zastupitele zastával do roku 2004. Působil ve výboru kontrolním, zahraničním a výboru pro národnostní menšiny.
Ve volbách v roce 2006 byl zvolen do poslanecké sněmovny za ČSSD (volební obvod Moravskoslezský kraj). Působil ve sněmovním výboru pro evropské záležitosti a zahraničním výboru. Ve sněmovně setrval do září 2009, kdy rezignoval na poslanecký mandát. Následně se stal členem kolegia Nejvyššího kontrolního úřadu. Časopis Týden uvedl, že Kufa ještě jako poslanec byl členem dolní komory parlamentu, který nejvíce využíval limity na poslanecké finanční náhrady. Z celkového limitu 89 611 Kč měl měsíčně čerpat 89 600 Kč, kromě svého základního platu.
Mandát člena Kolegia Nejvyššího kontrolního úřadu vykonával až do svých 65. narozenin dne 2. srpna 2016, kdy mu mandát automaticky zanikl.